# Look Look Look
Look Look Look – dziesiąty studyjny album amerykańskiego rapera MC Hammera. Został wydany 4 lipca, 2006 roku.

## Lista utworów
1. "I Got It from the Town" - 3:51
2. "Hyphy, Dumb, Buck, Krump" - 4:01
3. "YAY" (produced by Lil Jon) - 3:47
4. "HammerTime"(featuring Nox) (produced by Scott Storch) - 3:49
5. "Doing da Thizz" (produced by Scott Storch) - 3:57
6. "Look Look Look"(produced by Scott Storch) 3:44
7. "Mash for It" - 3:24
8. "WestCoast Cha" (featuring Pleasure Ellis) - 3:45
9. "Memories" (featuring Akeiba) - 4:35
10. "I Can't Stand It" (featuring J.D. Greer) - 4:58
11. "What Happened to Our Hood?" (featuring Sam Logan)- 5:43
12. "HardTimes" (featuring IP) - 5:13
13. "I Won't Give Up (On My Life)" (featuring IP & Pleasure Ellis) - 4:01
14. "What I Got (Game to My Socks)" - 3:55
15. "Get 2 NO U" (featuring J.D. Greer & Pleasure Ellis) ) - 4:07
16. "Who Loves Me?" (featuring Pleasure Ellis) - 4:50
17. "Get Away" (featuring Duane) - 4:24
18. "Thankful" (featuring J.D. Greer & Pleasure Ellis) - 4:54